# Comté de Waldbourg

Armes de la Maison de Waldbourg

Le comté de Waldbourg est un ancien État du Saint-Empire romain germanique dans l'Allgäu, qui avait pour chef-lieu Waldbourg.
Les comtes de Waldbourg avaient la charge de sénéchal héréditaire de l'Empire (Reichserbtruchsess) depuis 1198. La famille finit par intégrer le titre de sénéchal (Truchsess) à son patronyme : Truchsess von Waldburg de 1419 à 1806. 

## Histoire
Le premier membre de la famille connu sous son nom est Cono von Waldburg (également Cuno ou Kuno), abbé de l'Abbaye de Weingarten (1108–1132). 1123 aussi un Gebhard von Waldburg est mentionné. La famille, qui s'appelait d'abord von Tanne puis, après l'extinction d'une ancienne famille dynastique nommée von Waldburg, a repris sa propriété et son nom, appartenaient aux ministériels de la dynastie germanique des Welf (Guelfes). Après la mort de Welf VI en 1191, ils devinrent ministériels de la Maison de Hohenstaufen. Sous l'empereur Frédéric II et ses fils, ils ont fourni deux évêques de Constance, un archevêque de Salzbourg et des évêques de Brixen, Strasbourg et Spire. 
Après le déclin des Hohenstaufen, la famille Waldburg réussit à s'imposer comme une famille d'immédiateté impériale. Le château et la seigneurie de Waldbourg étaient considérés comme des fiefs impériaux. La propriété de Trauchburg fut également convertie en fief impérial en 1429. De plus, la maison de Waldburg est entrée en possession des propriétés du privilège des Habsbourg au cours du XIVe siècle. Celles-ci comprenaient la seigneurie de Kallenberg, le comté de Friedberg, la seigneurie de Scheer, la seigneurie de Bussen et les villes danubiennes de Saulgau, Menges, Riedlingen et Munderkingen.
Dans le Saint Empire romain germanique, la famille a été des comtes du Saint-Empire le plus longtemps et n'a été élevée au rang de prince du Saint-Empire (« Fürst ») dans diverses lignées que vers la fin de l'Ancien Empire. Aujourd'hui, seuls les deux chefs des lignes Waldbourg-Wolfegg-Waldsee et Waldbourg-Zeil-Trauchburg détiennent le titre de prince. Tous les autres membres de la maison portent le titre de comtes et de comtesses.
Au début du XIXe siècle, les princes de Waldbourg-Wolfegg-Waldsee et de Waldbourg-Zeil-Trauchbourg furent médiatisés : ils perdaient l'indépendance de leurs États. Ils ont quand même conservé leur statut, leur égalité avec les maisons souveraines restantes et certains droits politiques spéciaux en leur qualité de « Standesherren » (« seigneurs de rang »), créés par l' Acte confédéral allemand. Un nombre important de domaines restent dans la famille aujourd'hui, y compris les châteaux de Waldbourg, Wolfegg, Waldsee, Zeil (à Leutkirch) et Nouveaux-Trauchbourg dans l'Allgäu et le palais d'Hohenems en Autriche.

## Lignes de la Maison de Waldbourg
Le comté fut divisé en 1424 (les lignes existantes à ce jour sont mises en évidence en caractères gras) :
- Waldbourg-Sonnenbourg, annexé par l'Autriche en 1511
- Waldbourg-Trauchbourg, divisé en 1504 : 
  - Waldbourg-Capustigall, annexé par la Prusse en 1745
  - Waldbourg-Trauchbourg, divisé en 1612 : 
    - Waldbourg-Friedberg-Scheer, restauré en 1717
    - Waldbourg-Trauchbourg, divisé en 1717 : 
      - Waldbourg-Scheer, restauré en 1764
      - Waldbourg-Trauchbourg, réuni au Waldbourg-Zeil en 1772
- Waldbourg-Wolfegg-Zeil, divisé en 1589 : 
  - Waldbourg-Waldbourg, partagé entre le Waldbourg-Wolfegg et le Waldbourg-Zeil en 1660
  - Waldbourg-Wolfegg, divisé en 1667 : 
    - Waldbourg-Waldsee, élevé en principauté en 1803, médiatisé au profit du Wurtemberg en 1806
    - Waldbourg-Wolfegg, réuni au Waldbourg-Waldsee en 1798 comme Waldbourg-Wolfegg-Waldsee
- Waldbourg-Zeil, divisé en 1674: 
  - Waldbourg-Wurzach, élevé en principauté en 1803, médiatisé au profit du Wurtemberg en 1806
  - Waldbourg-Zeil, ont hérité en 1779 du Waldbourg-Trauchbourg, élevé en principauté en 1803, médiatisé au profit du Wurtemberg en 1806
    - Waldbourg-Zeil-Trauchbourg
    - Waldbourg-Zeil-Hohenems, ont hérité en 1779 du comté de Hohenems

### Waldbourg-Wolfegg-Waldsee

#### Liste des chefs
1. 1803 - 1833 : Joseph Anton von Waldburg-Wolfegg-Waldsee (de) (1766-1833), 1er prince de Waldburg zu Wolfegg und Waldsee en 1803 ;
2. 1833 - 1871 : Friedrich von Waldburg-Wolfegg-Waldsee (de) (1808-1871), 2e prince de Waldburg zu Wolfegg und Waldsee, fils du précédent ;
3. 1871 - 1906 : Franz von Waldburg zu Wolfegg und Waldsee (de) (1833-1906), 3e prince de Waldburg zu Wolfegg und Waldsee, fils du précédent ;
4. 1906 - 1950 : Maximilian von Waldburg zu Wolfegg und Waldsee (1863-1950), 4e prince de Waldburg zu Wolfegg und Waldsee, fils du précédent ;
5. 1950 - 1989 : Franz Ludwig von Waldburg zu Wolfegg und Waldsee (1892-1989), 5e prince de Waldburg zu Wolfegg und Waldsee, fils du précédent ;
6. 1989 - 1998 : Maximilian von Waldburg zu Wolfegg und Waldsee (1924-1998), 6e prince de Waldburg zu Wolfegg und Waldsee, fils du précédent ;
7. depuis 1998 : Johannes von Waldburg zu Wolfegg und Waldsee (1957), 7e prince de Waldburg zu Wolfegg und Waldsee, fils du précédent

#### Généalogie sommaire
- Joseph Anton von Waldburg-Wolfegg-Waldsee (de) (1766 - 1833), épouse la comtesse Maria Josepha Fugger von Babenhausen (1770-1848)
  - Friedrich von Waldburg-Wolfegg-Waldsee (de) (1808 - 1871), épouse la comtesse Elisabeth zu Königsegg-Aulendorf (1812-1886)
    - Franz von Waldburg zu Wolfegg und Waldsee (de) (1833 - 1906) épouse la comtesse Sophie Leopoldine von Arco-Zinneberg (1836-1909)
      - Maximilian von Waldburg zu Wolfegg und Waldsee (1863 - 1950), épouse la princesse Sidonie de Lobkowicz (1869-1941)
        - Franz Ludwig von Waldburg zu Wolfegg und Waldsee (1892 - 1989), épouse la comtesse Adelheid von Schönburg-Glauchau (1900-1987)
          - Maximilian von Waldburg zu Wolfegg und Waldsee (1924 - 1998), épouse la comtesse Ida Khuen von Belasi (1928-1987)
            - Johannes von Waldburg zu Wolfegg und Waldsee (1957), épouse la comtesse Viviana dei Conti Rimbotti (1963)
              - Ludwig von Waldburg zu Wolfegg und Waldsee (1990)

        - Élisabeth von Waldburg zu Wolfegg und Waldsee (1904 - 1993), épouse le prince Maximilien de Hohenberg (1902-1962)
        - Heinrich von Waldburg zu Wolfegg und Waldsee (1911 - 1972), épouse la princesse Maria Antonia von Hohenzollern (1921-2011)

      - Ludwig von Waldburg zu Wolfegg und Waldsee (1871 - 1906), épouse Anna Elisabeth von Galen (1881-1970)
        - Hubert von Waldburg zu Wolfegg und Waldsee (1906 - 1976), épouse Anna-Elisabeth von Arco auf Valley (1909-1981)
          - Ludwig von Waldburg zu Wolfegg und Waldsee (1934 - 2017), épouse la princesse Stephanie von Schönburg-Waldenburg (1938)
            - Elisabeth von Waldburg zu Wolfegg und Waldsee (1962), épouse le prince Ludwig de Löwenstein-Wertheim-Freudenberg (1951)

## Demeures

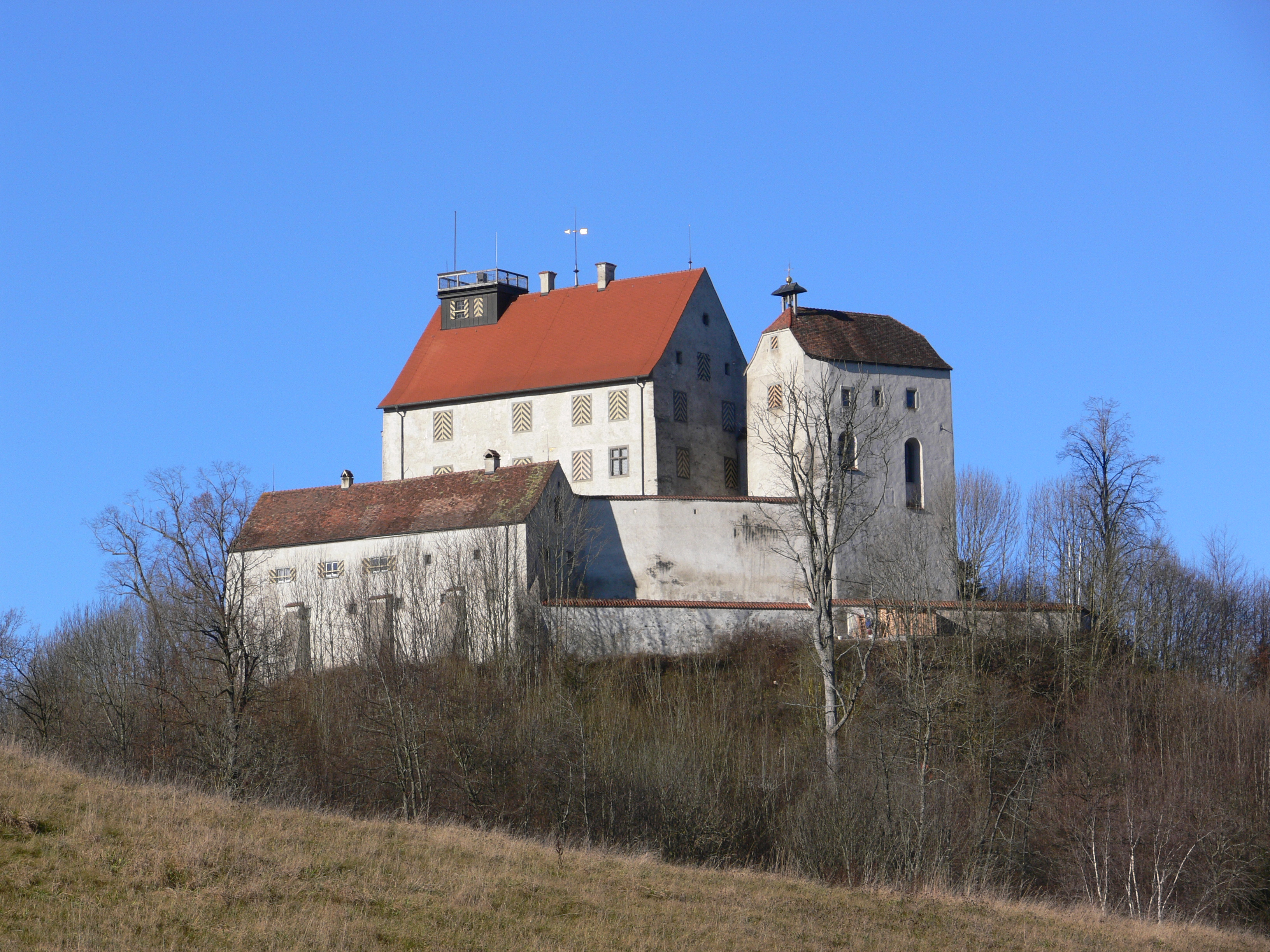
Château de Waldbourg
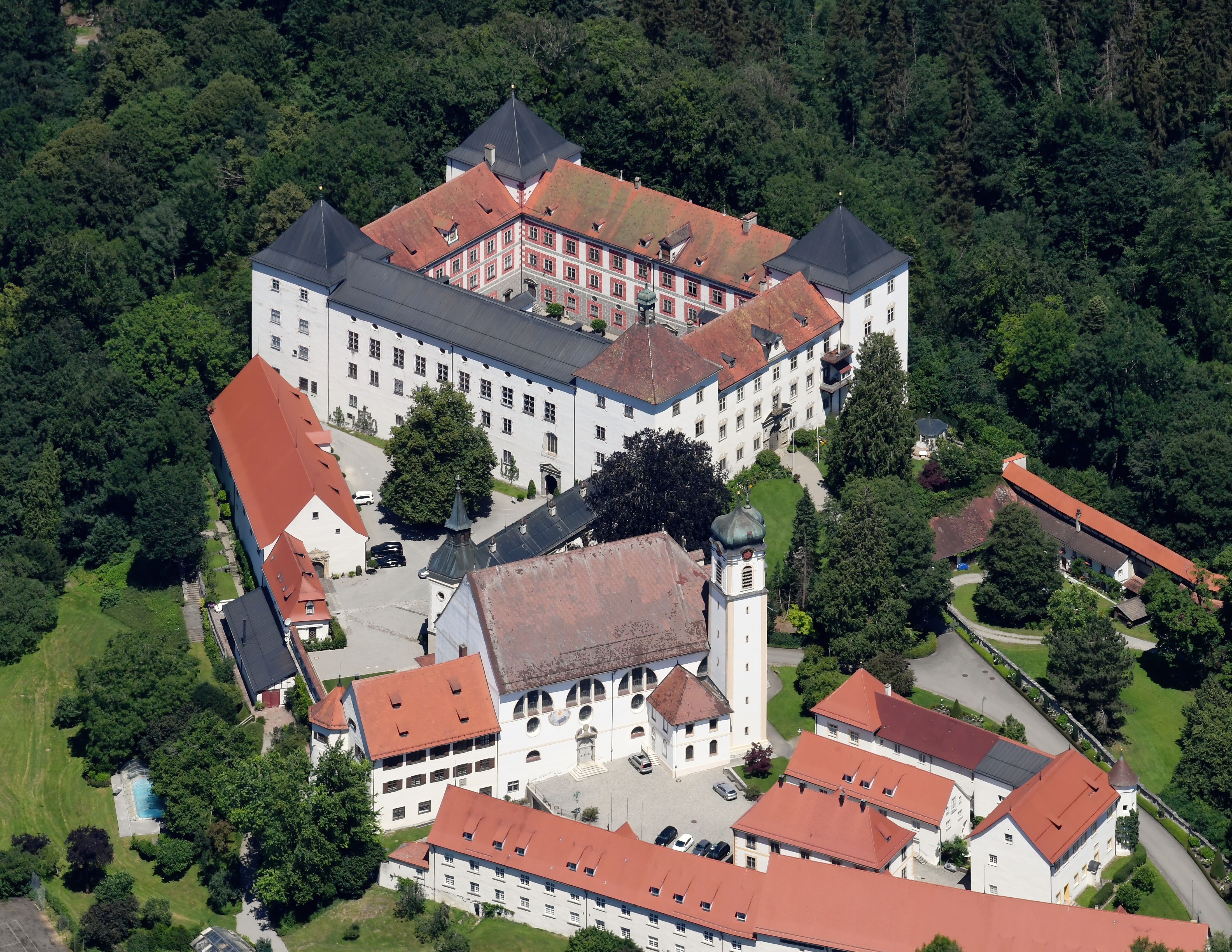
Château de Wolfegg
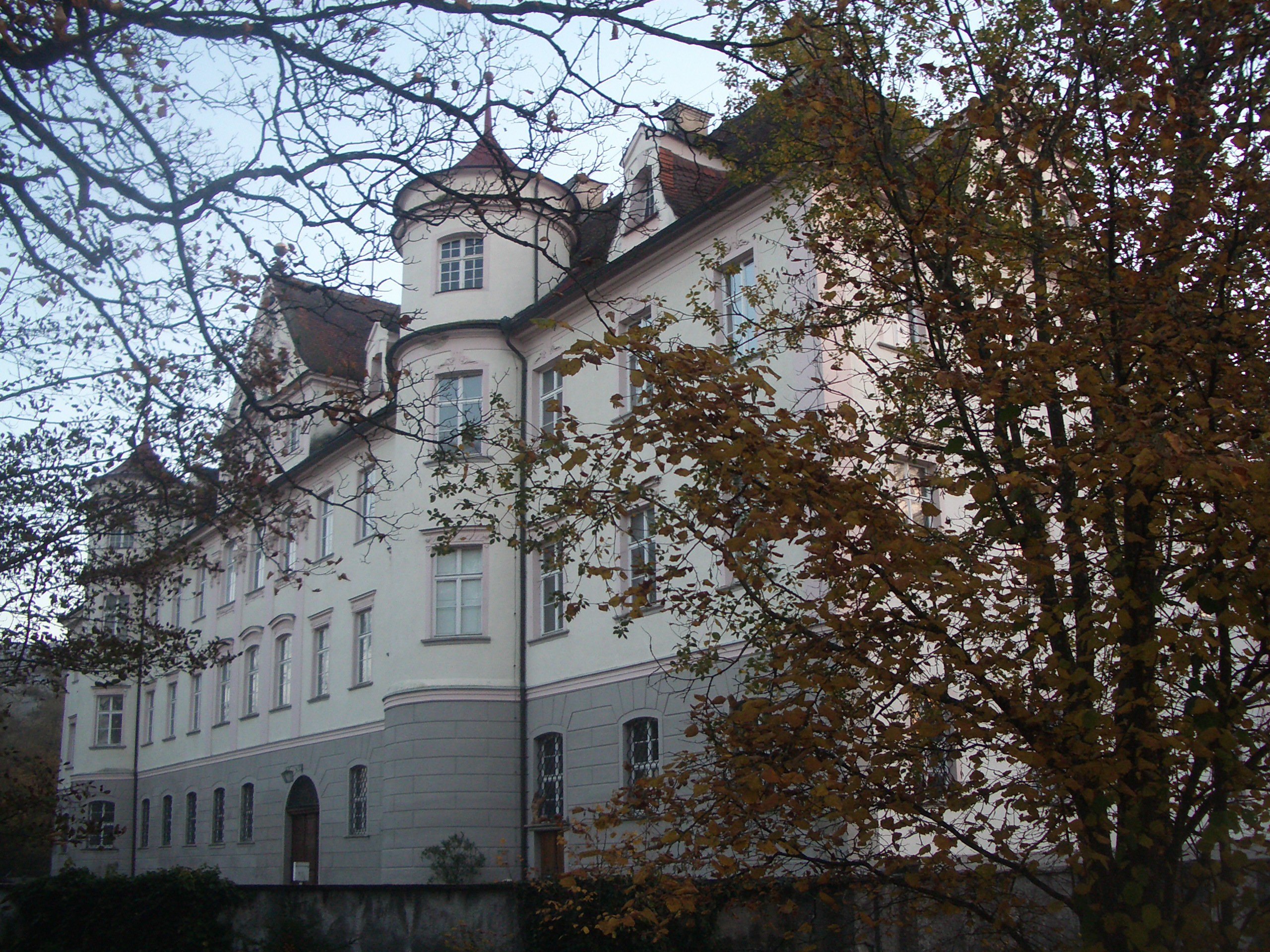
Château de Waldsee

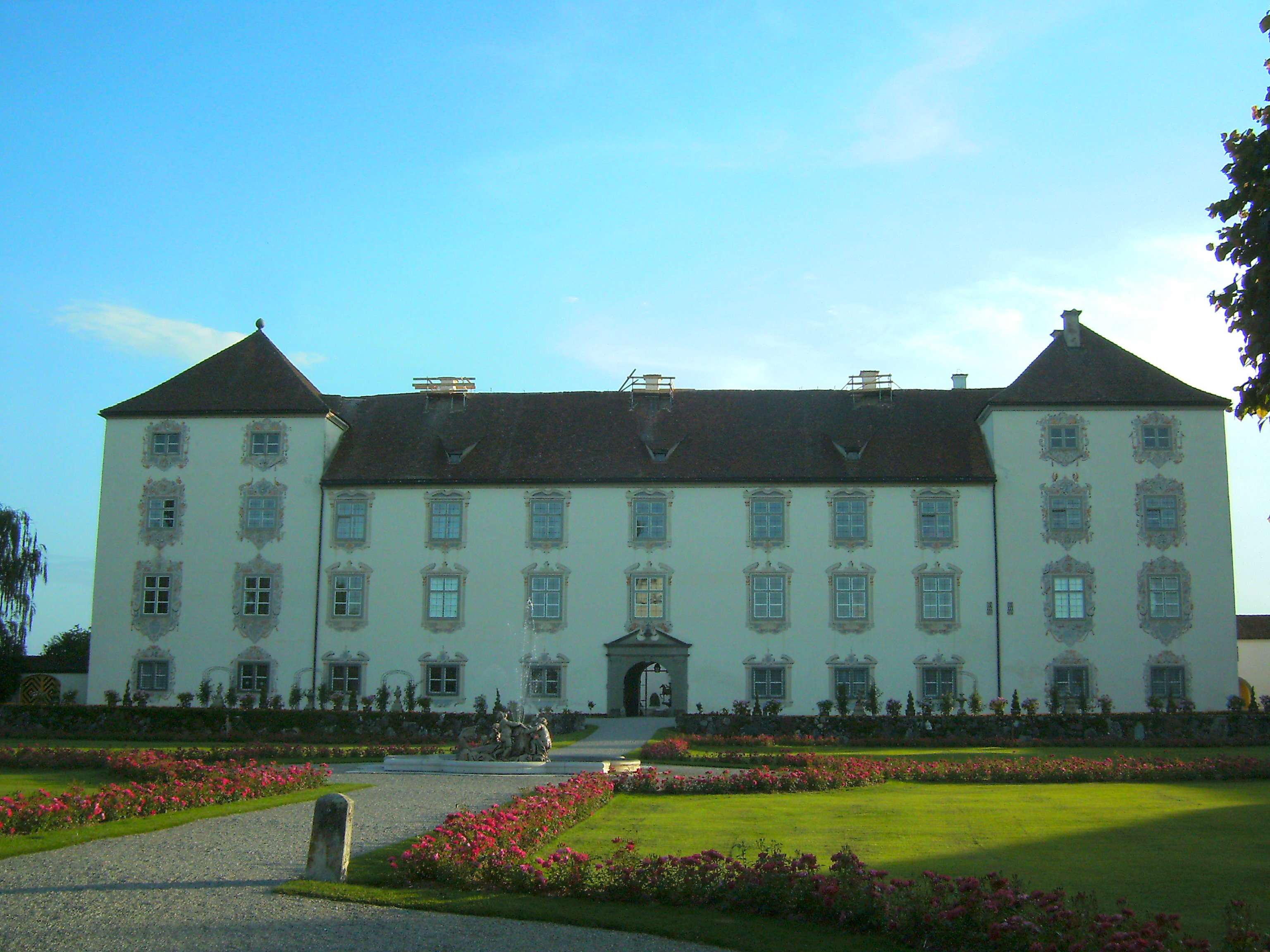
Château de Zeil (à Leutkirch)
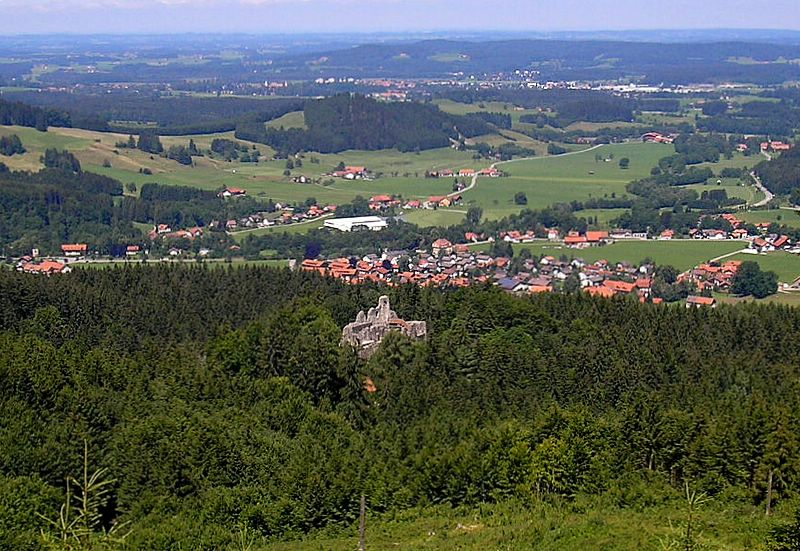
Le château du Vieux-Trauchbourg près d'Isny
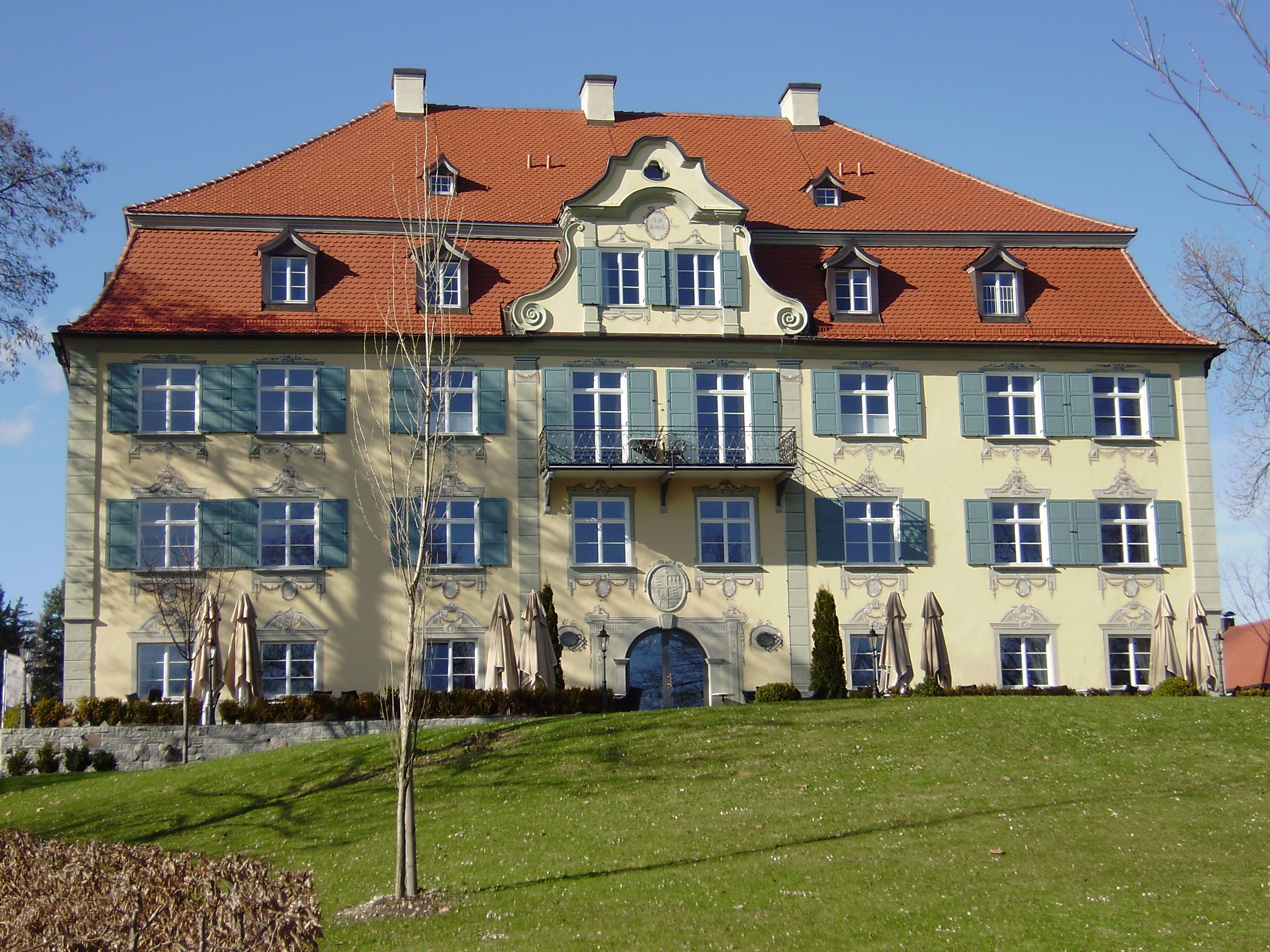
Le château du Nouveaux-Trauchbourg
Le Palais d'Hohenems, Autriche